# 京都お見合いツアー殺人事件
『山村美紗サスペンス 京都お見合いツアー殺人事件』（やまむらみさサスペンス きょうとおみあいツアーさつじんじけん）は、1997年から1998年にテレビ朝日系「土曜ワイド劇場」で放送されたテレビドラマシリーズ。全2回。主演は森口博子。

## キャスト

### 主要人物
池奈津子
演 - 森口博子
クイーンズトラベル営業部の社員。
船木英一
演 - 寺脇康文
クイーンズトラベル企画部の社員。
原姫子
演 - 山村紅葉
クイーンズトラベル営業部の課長。奈津子の上司。
狩矢警部
演 - 竜雷太
京都府警の警部。
橋口
演 - 高杉航大
京都府警の刑事。狩矢の部下。
クイーンズトラベル企画部社員
演 - 櫻井公美
船木の同僚。

### ゲスト
第1作『死の切文字が祇園に舞う!』（1997年）
- 黒田百合子（ツアー参加者・劇団員） - 秋本奈緒美
- 谷秋子（ツアー参加者・会社員） - 長谷川真弓
- 堀井しのぶ（ツアー参加者・会社員） - 坂上香織
- 横山太一郎（ツアー参加者・電気販売店チェーンの社長） - ベンガル
- 石倉竜一（ツアー参加者・銀行員） - 嶋大輔
- 沢田良（ツアー参加者・劇団員） - 湯江健幸
- 細川公司（ツアー参加者・大学助教授） - 佐渡稔
- 柳元雄（ツアー参加者・藤沢市役所勤務） - 相島一之
- 小川鮎子（ツアー参加者・貸しビルオーナーの令嬢） - 堀川早苗
- 長沢れい子（ツアー参加者・ OL） - 山本ふじこ
- 滋賀県警の警部 - 藤堂新二
- 滋賀県警の刑事 - 日村勇紀
- 細川の妹 - 浅倉涼子
- 鮎子の母 - 深谷みさお
- しのぶの母 - 池田道枝
- ホテルの仲居 - 長岡忍
- クイーンズトラベルの専務の娘 - 畑野浩子
- 豊田紀雄、青山美香子

第2作『誘拐された美しき未亡人! 犯人の意外な要求とは?』（1998年）
- 花岡佳江（ツアー参加者） - 阿知波悟美
- 野上百合子（ツアー参加者・未亡人） - 原田貴和子
- 島田和夫（ツアー参加者） - 春田純一
- 高木吉宏（ツアー参加者） - 綾田俊樹
- 向井みゆき（ツアー参加者） - 笹峰愛
- 日下部修（ツアー参加者） - 井之上隆志
- 山口弘之（ツアー参加者） - 設楽統
- ミドリ（撲殺された女） - 春井ユカ
- HI出版の社員 - 磯秀明
- 菊地聡、内川秋人、佐々木孝子、若松綾子、和泉義晴、丸山一茂、村木ゆう子、平野明里、豊住恵里奈

## スタッフ
- 原作 - 山村美紗
- 脚本 - 篠崎好、倉沢奈都子
- 監督 - 示野浩司、五木田亮一
- プロデューサー - 風野健治、山本悦夫、松本基弘、藤原英一
- 制作 - テレビ朝日、東宝

## 放送日程
| 話数 | 放送日        | サブタイトル                                  | 原作                           | 脚本       | 監督       |
| ---- | ------------- | --------------------------------------------- | ------------------------------ | ---------- | ---------- |
| 1    | 1997年11月1日 | 死の切文字が祇園に舞う!                       | 『高知お見合いツアー殺人事件』 | 篠崎好     | 示野浩司   |
| 2    | 1998年6月6日  | 誘拐された美しき未亡人! 犯人の意外な要求とは? | 『鞍馬の火祭』                 | 倉沢奈都子 | 五木田亮一 |